# Ендрю Пол Вулф

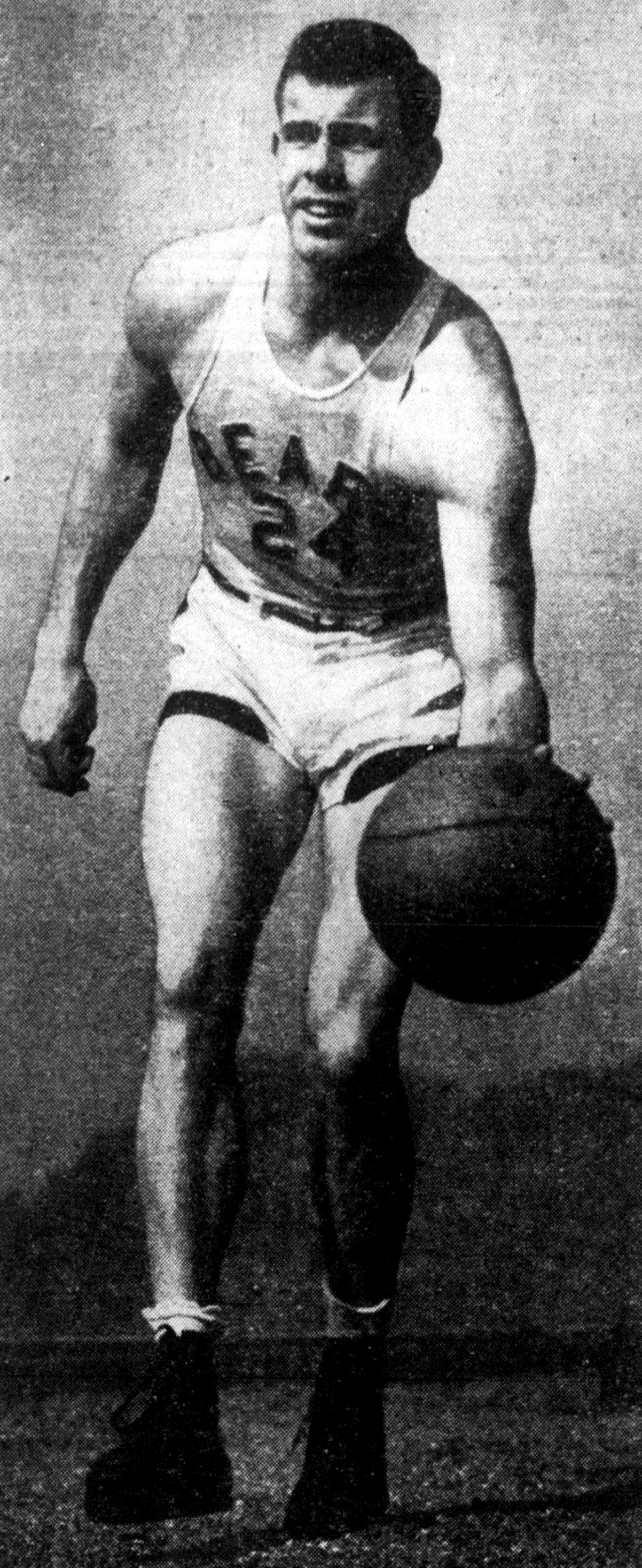
1947

Ендрю Пол Вулф (англ. Andrew Paul Wolfe, 29 квітня 1925 — 10 березня 2025) — американський баскетболіст Каліфорнійського університету, Берклі, з 1945–46 по 1947–48рр.

## Кар'єра
У середній школі Енді Вулф грав у баскетбол для середньої школи Річмонда (Річмонд, Каліфорнія). Вулф грав у баскетболі в коледжі з чоловічим баскетболом California Golden Bears (1945-1948).
Будучи другокурсником у 1945–46 рр., Вулф очолив «Золотих ведмедів», забиваючи 13,4 очка за гру, до першого виступу школи на фінальній четвірці турніру NCAA. Однак Cal програв остаточному національному чемпіону «Оклахома A&M», 52–35. Під час трирічної кар'єри Вулфа в Каліфорнії його щороку призначали Всеазіатсько-Тихоокеанською конференцією (PCC), а також консенсусом Другої загально американської команди як старшого. Йому вдалося протистояти багатству. «Я відчував, що можу грати в плюси. Але такі хлопці, як (Джордж) Мікан і (Джим) Поллард, напевно, заробляли близько 12 000 доларів»,— сказав Вулф. «Я думаю, що моя пропозиція склала 7500 доларів».
Вулф став першим гравцем Cal, який подолав поріг в 1000 балів, закінчивши свою кар'єру з 1112 очками, побивши колишній рекорд шкільної кар'єри в 725 майже на 400 очок. Його команди ніколи не фінішували нижче, ніж друге місце у Південному дивізіоні PCC, вигравши його в 1946 році, і загалом за цей час школа пішла на 75–26. Вболівальники були настільки відомими і сварливими під час ери Вульфа, що одного разу офіційні особи гри попросили його вийти і заспокоїти їх, інакше Cal присвоять технічну поразку. Пізніше Вулф сказав про цей інцидент: «Я не знав, послухають мене чи штурмують суд. На щастя, вони вислухали».
Вулф був обраний у драфті BAA 1948 року «Філадельфійськими воїнами», але ніколи не грав професійно. Натомість він грав у баскетбол AAU для Stewart Chevrolet у Сан-Франциско, штат Каліфорнія. Згодом Вульф здобув ступінь доктора юридичних наук в юридичній школі Університету Сан-Франциско і до кінця життя займався юридичною діяльністю в Окленді аж до виходу на пенсію в середині 2000-х.

## Прибуток
Щорічний прибуток гравця коливається від 20 000 до мільйонів доларів на рік, залежно від ряду міркувань. Хоча в середньому гравці НБА отримують зарплату майже 2 мільйони доларів, невеликий контингент гравців, які укладають кросоверні контракти D-ліги, отримує всього 50 000 доларів. Максимальна зарплата для гравців НБА становить майже 100 мільйонів доларів, хоча на сьогоднішній день ніхто не приносить ніде близько таких грошей. Найкращі гравці НБА заробляють майже 35 мільйонів доларів. За межами НБА зарплати можуть бути менше 20 000 доларів на рік для команд другорядних ліг.